# نيك داونينج
نيك داونينج (بالإنجليزية: Nick Downing)‏ (25 يناير 1980 في الولايات المتحدة - ) هو لاعب كرة قدم أمريكي في مركز الدفاع. شارك مع منتخب الولايات المتحدة تحت 17 سنة لكرة القدم ومنتخب الولايات المتحدة تحت 20 سنة لكرة القدم. أما مع النوادي، فقد لعب مع نيو إنجلاند ريفولوشن وتشارلستون بيتري وPortland Timbers (2001–2010) ‏ وSeattle Sounders (1994–2008) ‏.

## وصلات خارجية
- نيك داونينج على موقع الاتحاد الدولي (مؤرشف)  (الإنجليزية)
- نيك داونينج على موقع الدوري الأمريكي (الإنجليزية)
- نيك داونينج على موقع قاعدة بيانات كرة القدم.إي يو (الإنجليزية)